# Primer Congreso Nacional de Chile
El Primer Congreso Nacional de Chile fue el primer órgano legislativo establecido en dicho país. Fue inaugurado el 4 de julio de 1811, siendo uno de los congresos más antiguos de América Latina. Se convocó para decidir la mejor clase de gobierno para el Reino de Chile mientras durara el cautiverio del rey Fernando VII en manos de Napoleón. Sesionó desde el 4 de julio hasta el 2 de diciembre, cuando fue disuelto por un golpe de Estado dado por el general José Miguel Carrera.
De inicial tendencia moderada, por medio del golpe de Estado del 4 de septiembre se entregó la hegemonía al sector de los llamados radicales o patriotas, quienes impusieron durante el transcurso de la legislatura del Congreso variadas reformas, como la ley de libertad de vientres, o se preparó las bases para transformaciones futuras, como la ley de cementerios o la reforma a la educación, lo que incluye también el inicio de un proceso de redacción de una constitución, que por la clausura del Congreso no llegó a puerto.

## Convocatoria al primer Congreso
La gestación de este primer congreso provino directamente de la Primera Junta de Gobierno, instalada el 18 de septiembre de 1810, ya que la junta había sido elegida solo por los habitantes de Santiago, siendo por ende expresión de una sola ciudad, por lo que solo tomó el título de gobierno provisional, solo “mientras se convocaban y llegaban los diputados de todas las provincias de Chile, para organizar la que debía regir en lo sucesivo”.
Antes de que la junta enviara instrucciones, algunos cabildos de provincias ya habían realizado elecciones. En Petorca el subdelegado Manuel de la Vega se hizo elegir diputado por el cabildo que presidida, y en Concepción fue elegido Ándres del Alcázar, conde de la Marquina, mediante un cabildo abierto. Estas elecciones debían de ser invalidadas, a petición del cabildo de Santiago, aunque posteriormente se aceptaron mientras tuvieran concordancia con las reglas establecidas en el texto de convocatoria.
Muchos de los patriotas que pensaba ya en una independencia plena, tenían sus dudas sobre los resultados inmediatos de la acción del congreso, teniendo como base las condiciones de desarrollo político de Chile. Escribía Bernardo O’Higgins:

Por mi parte no tengo duda de que el primer congreso de Chile mostrara la más pueril ignorancia y se hará culpable de toda clase de locuras. Tales consecuencias son inevitables, a causa de nuestra total falta de conocimientos y de experiencia; y no podemos aguardar que sea de otra manera hasta que principiemos a aprender.

Por encargo de la junta, el cabildo de Santiago propuso el 13 de octubre ciertas reglas para la elección, sobre los electores y posibles candidatos, aunque la junta no decidió nada en muchos días.
En la junta se debatió largamente sobre la convocatoria al congreso, existiendo muchas resistencias al respecto. Nuevamente el cabildo insistió el 14 de diciembre con una enérgica proclama de José Miguel Infante para que se concretara una convocatoria. Finalmente, el 15 de diciembre, principalmente gracias al impulso de Juan Martínez de Rozas, el principal miembro de la junta, se logró la aprobación al Texto de convocatoria, que se inspiraba bastante en la convocatoria española a las cortes de Cádiz, distribuyéndola a las demás provincias del reino.
Los principales mandatos del congreso eran: 

acordar el sistema que más conviene a su régimen y seguridad y prosperidad durante la ausencia del Rey. Ellos deben discutir, examinar y resolver tranquila y pacíficamente, qué género de Gobierno es a propósito para el país en las presentes circunstancias deben dictar reglas a las diferentes autoridades, determinar su duración y facultades; deben establecer los medios de conservar la seguridad interior y exterior y de fomentar los arbitrios que den ocupación a la clase numerosa del pueblo que la hagan virtuosa, la multipliquen y la retengan en la quietud, y tranquilidad de que tanto depende la del Estado: y en fin, deben tratar de la felicidad general de un pueblo, que deposita en sus manos la suerte de su posteridad

Se debían de elegir 42 diputados, y por cada uno de los diputados propietarios debía haber un suplente, realizándose la elección por medio de cédulas secretas. Podían ser electos diputados: 

los habitantes naturales del Partido, o los de fuera de él avecindados en el reino, que por sus virtudes patrióticas, sus talentos, y acreditada prudencia, hayan merecido el aprecio y confianza de sus conciudadanos, siendo mayores de veinticinco años, de buena opinión y fama, aunque sean eclesiásticos seculares.

No podían ser electos: 

los curas, los subdelegados, y los oficiales veteranos, cuyos empleos exigen precisa residencia... los que hayan ofrecido, y admitido cohecho para que la elección recaiga en determinada persona, y en el acto de la elección se podrán acusar: el colegio de electores determinará la causa en juicio público, y verbal, y en la misma pena incurrirán los calumniadores.

La principal institución a cargo de la elección en cada localidad era el cabildo, que tenía la responsabilidad de elegir quienes votaban, de revisar el proceso electoral y verificar los resultados. Según el texto de convocatoria tenían derecho a elegir:

todos los individuos que por su fortuna, empleos, talentos, o calidad gozan de alguna consideración en los partidos en que residen, siendo vecinos, y mayores de veinticinco años, lo tienen igualmente los eclesiásticos seculares, los curas, los subdelegados y militares”, siendo excluidos “los extranjeros, los fallidos, los que no son vecinos, los procesados por delitos, los que hayan sufrido pena infamatoria, y los deudores a la Real Hacienda.

Algunos vecinos, principalmente José Miguel Infante, creían que todo chileno debía votar por sufragio universal, pues cada uno tenía el derecho imprescriptible de nombrar a sus diputados, aunque esta opinión no prosperó.
Aunque en un principio no se realizaron objeciones mayores al texto enviado por la junta, el cabildo reclamó porque consideraba que la representación de la capital, 6 diputados, no coincida ni con la población ni la importancia de la ciudad, por lo que proponían doblar su número. La junta aprobó la propuesta.

## Elecciones

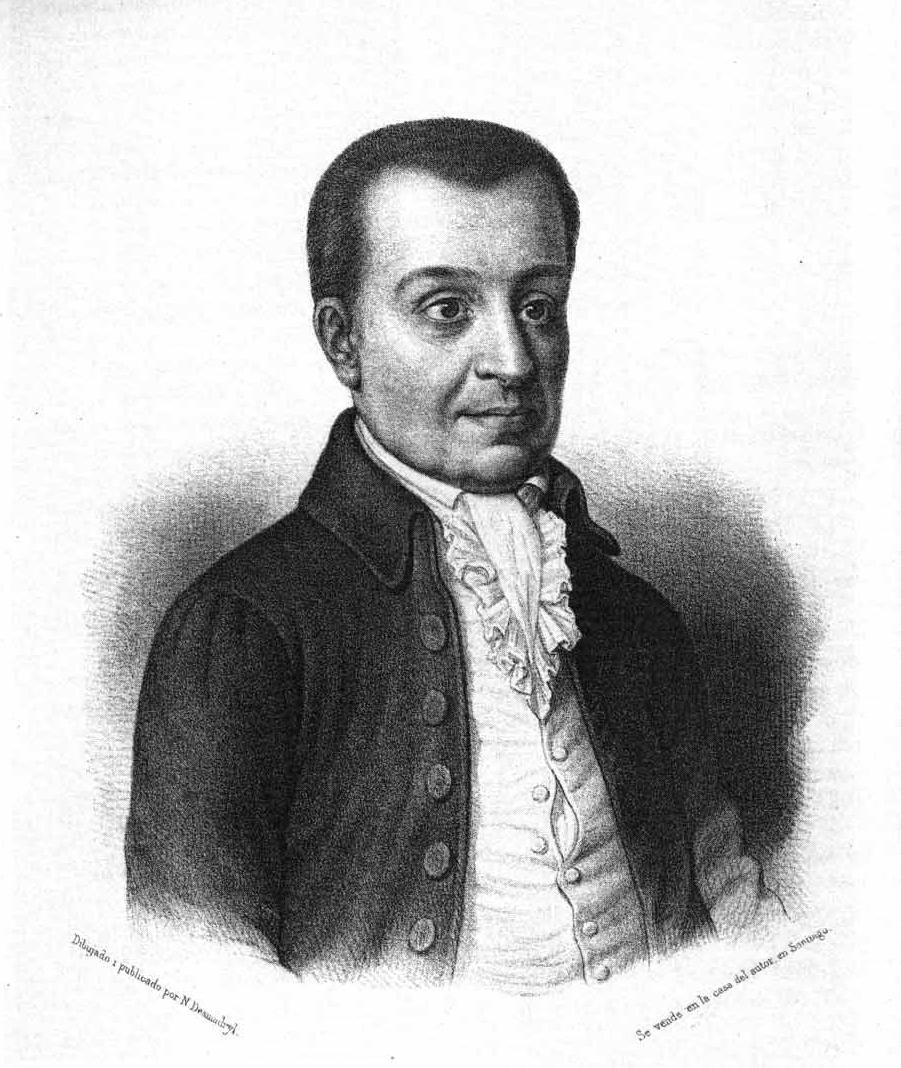
Juan Martínez de Rozas, líder del grupo exaltado.

Existía cierto escepticismo sobre el proceso, pues Chile era un país siempre respetuoso de las leyes provenientes desde la metrópolis, que era dictada por un monarca de derecho divino, por lo que no se llegaba a entender como un grupo de hombres nacidos en Chile pudiesen llegar a tener una autoridad legislativa y que diesen una constitución al país. Para intentar promocionar la elección, el cabildo intento influir en la mente de los vecinos por medio del clero, contando para ello con el nuevo obispo interno de Santiago Domingo Errázuriz (que reemplazaba al obispo Aldunate que había caído en la locura), que se había pronunciado antes a favor de la revolución. El obispado expidió un documento el 2 de marzo a favor de las elecciones, pero la mayoría del clero le dio escaso cumplimiento, pues la mayoría no tenía interés en el curso de la revolución, y solo una minoría cooperó con los deseos de la junta.
Se empezaron a realizar las elecciones en las provincias, en donde se empezaban a distinguir distintos partidos, que se dividía por el impulso o no que le daba a la revolución. Por un sector estaban los radicales o exaltados, liderados por Juan Martínez de Rozas, los moderados, que tenían al cabildo de Santiago como principal fuente de expresión política, teniendo como uno de sus principales exponentes a Agustín Eyzaguirre, si bien no contaban con ningún caudillo que les encabezara, y un sector realista, que tenía como bastión la Real Audiencia.
Las elecciones en provincias no estuvieron faltas de influjos electorales. Familias que estaban en un bando u otro, enviaban cartas recomendando ciertos candidatos, y se hacía sentir la influencia de autoridades gubernamentales, como ocurrió en la elección de Concepción.
La elección se realizaba de la siguiente manera: Se realiza una misa solemne en la parroquia, tras lo cual los votantes se reúnen en la sala del cabildo, depositando los votos en cédulas escritas, procediéndose posteriormente al escrutinio, realizados generalmente con poca dificultad, pues normalmente había un bajo número de votantes. Después de la elección nuevamente se dirigían a la iglesia parroquia, donde se cantaba un Te Deum.
Para Santiago las elecciones se habían establecido para el 1 de abril. El grupo más exaltado tenía temor de que los contrarios a la revolución les impidieran tener representantes en el congreso, por lo que Bernardo de Vera y Pintado y Carlos Correa solicitaron a la junta excluir a 34 vecinos que eran enemigos reconocidos de la revolución, aceptado el cabildo esta proposición e incluso excluyendo a algunos más.

### El Motín de Figueroa
Las elecciones en Santiago estaban fijadas para el 1 de abril. A fin de resguardar el orden, el jefe de plaza comandante Juan de Dios Vial ordenó al teniente coronel Juan Miguel Benavente que tomara 50 hombres del cuartel San Pablo y se apostara en la plazoleta del consulado, que era donde se verificaría el acto. Después de las primeras horas de la mañana, Benavente empezó a notar signos de insurrección, los soldados preguntaron por quien iban a pelear, y solo cuando les dijo que era por defender la causa del rey Fernando VII los soldados se pusieron en marcha. Los soldados pedían que se hiciese venir a la compaña de infantes Concepción que se encontraba en Santiago bajo las órdenes de Tomás de Figueroa. Benavente intento reprimir a uno de los soldados sublevados, pero salió en defensa de este el cabo Eduardo Molina, que dijo que no reconocían a otro superior que a Figueroa. El cabo Molina proclamaba a los insurrectos a la necesidad de derrocar el gobierno de la junta y reinstaurar al antiguo gobernador García Carrasco.
Pronto se presentó el capitán Figueroa que tomo la dirección del motín. Encabezó su grupo hacia la plazuela del consulado, creyendo encontrar a los miembros de la unta y el cabildo, pero la encontró desierta. Desconcertados, se dirigieron a la plaza principal, ingresado Figueroa a la sala de la Real Audiencia. Este tribunal le respondió que no se hallaba en disposición de impartirle órdenes algunas sin consultar a la Junta, lo que iban a realizar inmediatamente, y que por ello esperase el resultado y respuesta, conteniéndose él y sus tropas para evitar derramamiento de sangre.
Los miembros de la junta todavía seguían en sus hogares cuando escucharon los rumores de la insurrección. Inmediatamente se reunieron en la casa de Fernando Márquez de la Plata los vocales Rozas, Carrera y Rosales, que tenían la dirección de la junta tras la muerte Mateo de Toro y Zambrano. Ordenaron que el comandante Vial se dirigiera al lugar donde se encontraban los amotinados con el batallón de granaderos y dos piezas de artillería. Órdenes y contraordenes que se entregaban creaban una gran confusión en el ambiente, considerándose generalmente que fue la energía y dirección impuesta por Rozas lo que salvo la situación. EL comandante Vial logró formar una columna de 500 hombres, a la que se le sumaron un piquete de artilleros bajo el mando de Luis Carrera y Bernardo Montuel. Las tropas leales al gobierno se pusieron en marcha, mientras las tropas de Figueroa se mantenían en la parte oriental de la plaza.
Tras unos intentos infructuosos de diálogo, se escuchó un disparó de fusilería, que fue contestado por los hombres de Vial con metralla de uno de los cañones. Esto provocó una enorme confusión, que provocó el desmembramiento de la tropa rebelde, dejándose un saldo de 20 heridos y 10 muertos, entre ellos el cabo Molina, instigador de la revuelta. Figueroa por su parte escapo gritando, “soi perdido, me han engañado”.
Martínez de Rozas se dirigió al cuartel de San Pablo, donde se decía poda reindicarse la lucha, pero los soldados de infantería de Concepción, faltos de mando, abandonaron el cuartel y se dispersaron hacia el camino de Valparaíso. Posteriormente Rozas se encaró con los miembros de la audiencia, acusándolos de instigadores. Se encargó también de la captura de Figueroa, el que se había refugiado en convento de Santo Domingo.
Se realizó un juicio a Figueroa, del cual se pudo sacar una confesión, y a esto sumado a las declaraciones de diez testigos, la junta procedió pronunciar sentencia. Los vocales Rozas y Rosales exigían pena de muerte, mientras que carrera y Reina optaron por destierro perpetuo. Márquez de la plata, como presidente accidental de la junta, rompió el empate pronunciándose por la muerte. Se declaraba traidor a su patria y al Gobierno y que, pasadas cuatro horas después de la notificación, fuese fusilado en el calabozo en que se hallaba detenido. Tras cumplirse la sentencia, su cuerpo fue expuesto bajo el pórtico de la cárcel.
Producto del motín, la junta endureció las medidas contra la oposición, disolviendo la Real Audiencia y expulsando a muchos vecinos del reino, como sucedió con el exgobernador García Carrasco.

### Elecciones en la capital

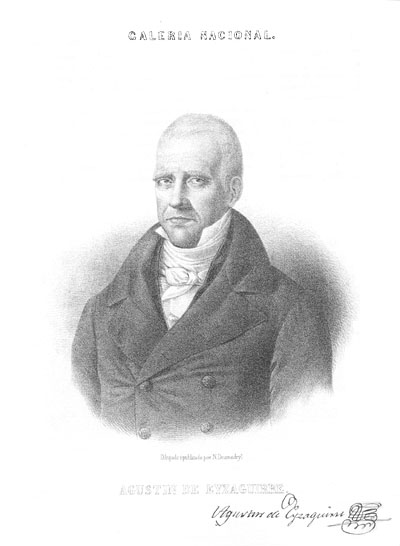
Agustín Eyzaguirre y el grupo moderado derrotaron a la facción de Rozas y consiguieron la mayoría de escaños en el Congreso.

El 30 de abril, los diputados electos de las provincias que se encontraban en Santiago se dirigieron a la junta de gobierno, y tomando la palabra Agustín Vial Santelices, expusieron de que por su número se hallaban en estado de representar a los pueblos que habían dado sus poderes, por lo que exigieron participación en el gobierno. Algunos vocales se opusieron por no haberse realizado las elecciones en la capital, pero Rozas, teniendo una mayoría de partidarios en este grupo, apoyo la solicitud y la hizo aceptar. El cabildo de Santiago reclamó enérgicamente por esta acción, pero sus argumentaciones no fueron escuchadas, quedando definitivamente transformada la junta gubernativa en un directorio de 28 miembros, en que por el momento gobernaban Rozas y sus partidarios.
El grupo moderado creyó que la mejor forma de arrebatarle la hegemonía al grupo exaltado era realizando las elecciones en Santiago lo más prontamente posible. Se convocó la elección para el 6 de mayo. Ese día, bajo los corredores del patio principal del Palacio de los Gobernadores se instalaron 6 mesas para recibir los votos de los electores, quienes rellenan 2 listas con 12 nombres cada uno para diputados propietarios y suplentes, bajo la dirección de personas destacadas y asistidas por escribanos públicos. Cerca del mediodía, cuando se estaba por terminar el proceso, Rozas, viendo la posible derrota de su partido, exigió que se le permitiera votar a los oficiales del batallón de pardos. A pesar de que el cabildo presto una inicial resistencia, accedieron, a condición de suspenderla a las doce y continuarla a las cuatro. Durante ese lapso, los moderados lograron ganarse a los pardos y asegurar su triunfo, que fue confirmado al proclamarse los resultados a las cuatro de la tarde del 4 de mayo.
La elección fue celebrada con gran aparátaje. El 9 de mayo se celebró un Te Deum en la Catedral, con una gran parada militar y salvas de artillería. Ese mismo día, los nuevos diputados electos se incorporaron al directorio ejecutivo, el que gobernó el país hasta la instalación del primer congreso.

## Instalación del Congreso Nacional

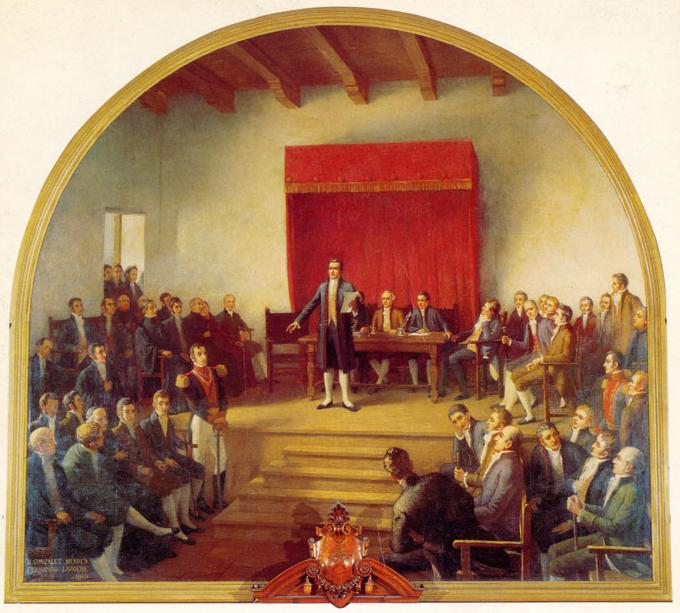
Primer Congreso Nacional de Chile, de Nicanor González Méndez, ubicado en el Palacio del ex Congreso Nacional de Chile.

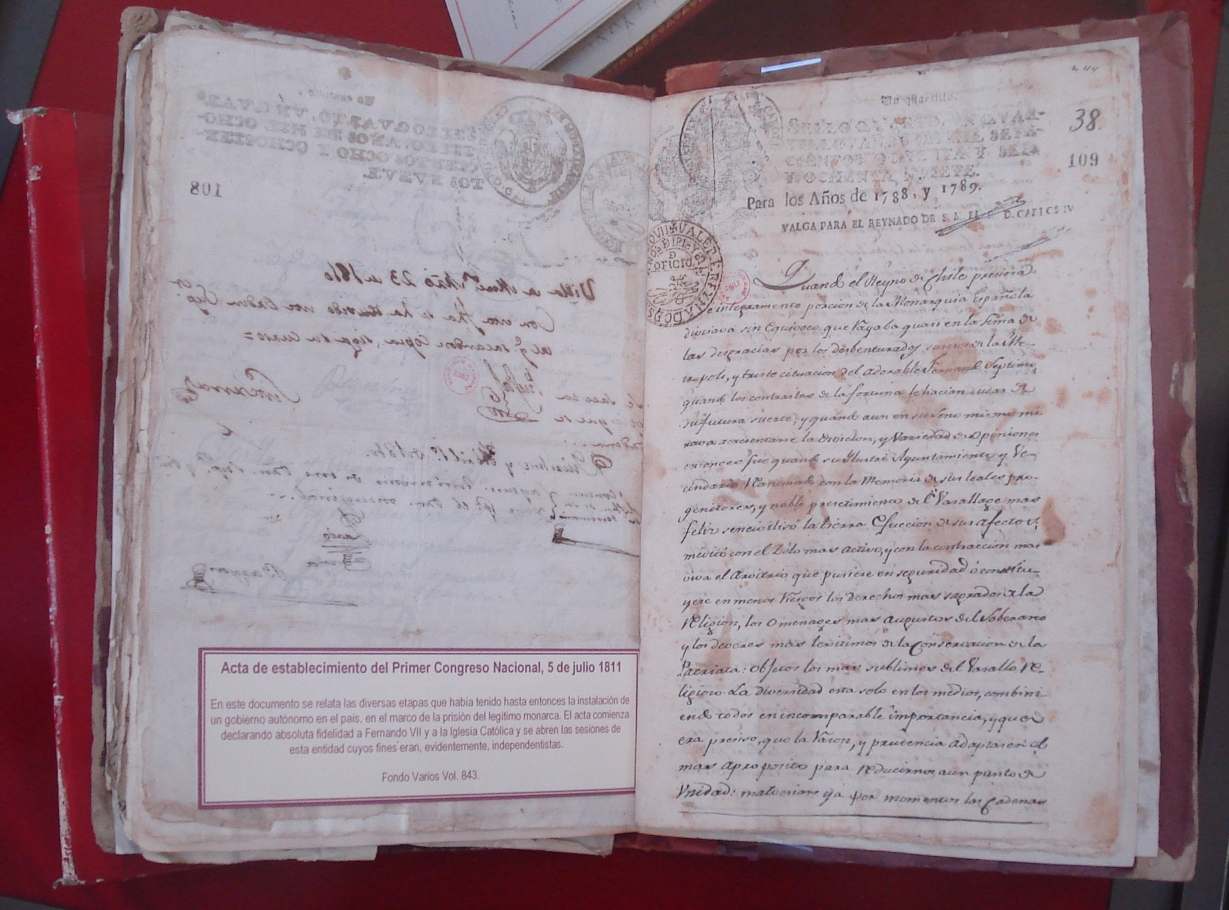
Acta de Instalación del Primer Congreso Nacional de Chile. Colección del Archivo Nacional de Chile.

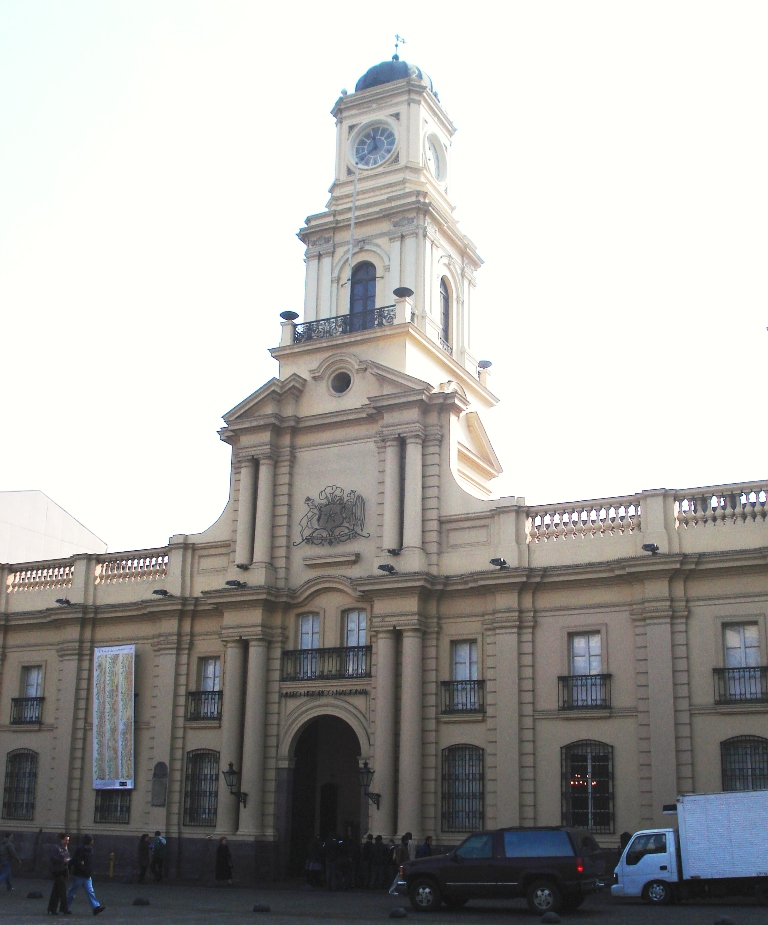
Edificio del antiguo Palacio de la Real Audiencia de Santiago, actual Museo Histórico Nacional.

La apertura del Congreso quedó fijada para el 4 de julio. Para sus sesiones, se destinó las dependencias en que había funcionado la Real Audiencia. El día de la instalación, a las 10 de la mañana, salía una comitiva compuesta por los diputados, los vocales de la junta, del cabildo y del nuevo tribunal de justicia, junto a algunos militares, doctores de la universidad y vecinos de alto rango, dirigiéndose a la catedral, en medio de las tropas que resguardaba por la seguridad de la jornada. Dentro de la iglesia, tras la celebración del evangelio, subió al púlpito el padre Camilo Henríquez, encargado de pronunciar el sermón patriótico de ese día. En su discurso, el padre recordó la situación de España, el peligro de las colonias de ser sojuzgadas o caer en la anarquía si no se cuidaban de su defensa y si no se daban instituciones que fuesen garantía para todos y que hiciesen imposible el despotismo, defendiendo el derecho del pueblo chileno a darse la constitución que más le convenga a su bienestar y progreso, dividiendo su argumentación en 3 proposiciones:

Primera proposición: Los principios de la religión católica, relativos a la política, autorizan al Congreso Nacional de Chile para formarse una Constitución.

Segunda proposición: Existen en la nación chilena derechos en cuya virtud puede el cuerpo de sus representantes establecer una Constitución y dictar providencias que aseguren su libertad y felicidad.

Tercera proposición: Hay deberes recíprocos entre los individuos del Estado de Chile y los de su Congreso Nacional, sin cuya observancia no puede alcanzarse la libertad y felicidad pública. Los primeros están obligados a la obediencia; los segundos al amor de la patria, que inspira el acierto y todas las virtudes sociales. La prueba de estas proposiciones es el argumento de este discurso.

Concluido el sermón, el secretario José Gregorio Argomedo se levantó y frente a los miembros del Congreso, les tomo juramento, con la siguiente fórmula:

¿Juráis por Dios nuestro Señor y sobre, los Santos Evangelios, defender la Religión Católica, Apostólica, Romana?

¿Juráis obedecer a Fernando Séptimo de Borbón, nuestro Católico Monarca?

¿Juráis defender el reino de todos sus enemigos interiores y exteriores, cumpliendo fielmente con el cargo

A lo que respondieron los diputados: Sí juramos.
Concluida la misa, lo diputados salieron a la plaza, donde la tropa los saludó presentando armas y realzando una salva de artillería. Llegados a la sala del nuevo Congreso, tomaron asiento, y siendo Juan Martínez de Rozas presidente accidental de la junta, pronunció el discurso inaugural, en el que recordó los altos deberes que imponía la situación, la necesidad de dictar leyes fundadas no en principios teóricos que pocos comprendían, sino en el conocimiento práctico de las condiciones del país, para que fuesen un antemural contra la anarquía y un resguardo contra el despotismo.
Exhortaba a los diputados a trabajar con justicia y conciencia en tan tamaña labor, concluyendo su discurso:

Magistrados, procurad ser tales que la posteridad os bendiga; aspirad a que las naciones os citen más bien como honrados que como sabios; abrazad con celo los negocios más espinosos, seguidlos con asiduidad y constancia, conducidlos a su fin sin salir de vuestra tranquilidad; haced el bien y limitad vuestras miras a la dulce satisfacción de haber obrado bien; inmolaos generosamente a vuestra patria y ocultadle con destreza los servicios que la hacéis. Estas son las cualidades de un ilustre ciudadano, señores, y éstas son las vuestras.

Tras su discurso, los miembros de la junta renunciaron a sus poderes y abandonaron la sala dejando instalado el Congreso con sus plenos poderes. Juan Antonio Ovalle, por ser el más anciano de los presentes, asumió la presidencia de la institución, quien pronunció a su vez su propio discurso, tras el cual se dio por terminada la sesión de apertura.
Esa misma noche el acontecimiento fue objeto de festejo popular, con iluminación general de toda la ciudad y fuegos artificiales.
El cuerpo legislativo que iniciaba sus funciones estaba compuesto por 36 diputados propietarios, que tenían por alguna eventualidad ausencia sus correspondientes 36 suplentes, todos representantes de sus respectivas villas y pueblos. El día 5 de julio se establecieron las reglas de la presidencia del congreso, que sería de una duración de 15 días, siendo electos para el cargo de Presidente Juan Antonio Ovalle y para vicepresidente Martín Calvo Encalada. Ese mismo día, se pasó a recibir el juramento de fidelidad de los jefes militares, prelados de las órdenes religiosas y los empleados superiores de la administración.

## Labor del Congreso hasta el golpe del 4 de septiembre
Las primeras sesiones del Congreso se dedicaron a cuestiones de administración, como la designación de secretarios, eligiéndose finalmente para el cargo a dos eclesiásticos, Diego Antonio Elizondo y José Francisco Echaurren.
Desde el 8 de julio se discutió sobre la necesidad de crear una junta ejecutiva y precisar convenientemente sus atribuciones. Ello provocó un gran debate, pues era seguro que la junta estaría compuesta por la mayoría en el Congreso, por lo que los diputados más exaltados que se encontraban en minoría atentaron oponerse a tal proposición. Nuevamente se invocó el hecho de la elección de 12 diputados en la capital en vez de los 6 señalados inicialmente, aunque su iniciativa se frustró rápidamente.
Circulaban numerosos rumores, proclamas y escritos burlescos para denostar a uno otro bando. Tales escritos hicieron que la mayoría moderada creyera que era indispensable impedir la circulación de tales escritos o imponer penas a los autores, otorgando recompensas a los delatores de los autores. La minoría radical invocó la inmoralidad de incentivar a la delación, y que al ser un régimen representativo, era indispensable reconocer el derecho de los ciudadanos a exponer sus opiniones tal y como se realizaba en los países libres. Tal actitud obligó a la mayoría a desistir de su proyecto.
Pasados 15 días, y al deber renovarse la dirección del Congreso, los moderaros otorgaron la presidencia a Martín Calvo Encalada y como vicepresidente a Agustín Urrejola, este último enemigo declarado de las nuevas instituciones. Esto causó la irritación del grupo de Rozas, quienes prepararían una nueva estrategia para impedir la conformación de la junta ejecutiva que se pretendía nombrar el 27 de julio. El plan consistía en expulsar del Congreso a título de sarracenos o enemigos de las nuevas instituciones a los diputados más reaccionarios, de manera que quedando el grupo exaltado en minoría la junta ejecutiva tuviese por cabeza a Rozas. Las reuniones para llevar a cabo el plan se efectuaban en casa de Diego Larrain, preparándose para el 27 de julio para su ejecución, que tendría el apoyo de la tropa al mando de Juan José Carrera, pero el intento concluyó en un ridículo desastre, sin causar más que un momento de agitación en la asamblea y diferir por algunos días el nombramiento de la junta.
El gobierno poco hizo para castigar a los culpables, limitándose a redoblar la vigilancia en lo cuarteles y en la ciudad. En la sesión del 29 de julio se resolvió que la junta se compondría de tres miembros, de igual jerarquía, y que se alternarían por meses para desempeñar la presidencia, pero el empeño de la minoría impidió el desarrollo de una elección.
El 25 de julio llegó a Valparaíso el navío de guerra inglés Standard, armado con 64 cañones al mando del capitán Charles Elphinstone Fleming, procedente de Cádiz, con ochenta y cuatro días de navegación, y vinieron a su bordo José Miguel Carrera, Pedro Valdés, Ramón Errázuriz, y el señor Caspe, Oidor provisto para la Real Audiencia. Este último, en conocimiento del estado del reino y de la derogación del Real Tribunal y sus miembros, se mantuvo a bordo y dando parte de su destino al Congreso, tuvo que seguir a Lima desengañado. En la correspondencia que condujo el navío vinieron muchos pliegos y reales órdenes dirigidas a la Junta, a la Real Audiencia, a los dos cabildos y al mismo tiempo muchas gacetas que confirmaban el estado de la guerra en la Península.
Al capital Fleming le correspondía la misión de recoger a los diputados electos para las cortes de Cádiz y un tributo para mantener la guerra. El capitán Fleming no tenía la menor idea del proceso que vivían los países hispanoamericanos, y aunque supo que el gobierno estaba en manos de un congreso, dirigió sus comunicaciones al “presidente gobernador del reino de Chile”.
En su primera nota dio noticia al Congreso de su misión, en concordancia con la alianza de España e Inglaterra contra Napoleón. Gracias al esfuerzo de los exaltados, el Congreso evitó la entrega de fondos, respondiendo al capitán con evasiva e invitándolo a que visitara Santiago.
Fleming rehusó esta invitación, sin desistir de reclamar los caudales que deseaba llevar a España. En el Congreso se levantaron algunos que deseaban cooperar con la petición del capitán inglés, lo que fue nuevamente combatido por los exhalados. Bernardo O’Higgins, reconocido por su flemática moderación a pesar de ser del grupo más independentista, proclamó con ardor: “aunque estamos en minoría, sabremos suplir nuestra inferioridad numérica con nuestra energía y nuestro arrojo, y no dejaremos de tener bastantes brazos para oponernos eficazmente a la salida de este dinero, tan necesario para nuestro país amenazado de invasión”.
El día 6 de agosto el Congreso entregó su contestación definitiva: 

La imprevisión con que los mandatarios del Gobierno antiguo prodigaron la Hacienda Real en edificios de lujo, y otros objetos de menor importancia, la trajo a nuestras manos debilitada de un modo que ha sido necesario usar de los exiguos ramos remisibles para costear un pie de Ejército no sólo indispensable para defender al reino de la fuerza armada del usurpador, sino, y muy principalmente, de sus maquinaciones e intrigas dirigidas a revolucionar estos dominios, cuya seguridad nos está encargada para mantener a nuestro desgraciado Soberano; por consiguiente, y a pesar de los mejores deseos, no contamos en el día con caudal alguno que poder enviar.

Tras ello Fleming se retira de mal gusto de las costas chilenas.
Aún se mantenía en suspenso el tema de la organización de la junta ejecutiva. Desde el 7 de agosto comenzó a tratarse el tema de su creación. Ese mismo día se esparció el rumor de que el capitán Fleming había desembarcado en Valparaíso, aprisionado al Gobernador del puerto. Los radicales, empeñados en dar fuerza a la noticia, sostenían que era indispensable organizar ese mismo día la junta nombrando a Rozas como presidente y primer vocal. La mayoría del Congreso, aunque atemorizada, no se dejó dominar, y tras mandar a buscar noticias de la situación, comprobó que era una invención.
Al día siguiente se reinició la discusión, se propusieron las bases de las atribuciones del Congreso y de la Junta, tema en que la mayoría de los diputados se encontraba de acuerdo. Manuel de Salas, sobre el tema de la división territorial y su representación en la junta, propuso que se reconociera a Coquimbo en igualdad con las dos intendencias, dándole por consiguiente representación, y en la mente de los radicales, esta debería dársele a Rozas.
La mayoría no obstante rechazo la proposición. El 9 de agosto, al verse inevitablemente derrotados, los doce diputados de la minoría radical se levantaron de sus asientos y protestado contra la conducta de la mayoría y declarando la resolución de dar cuenta a sus pueblos de lo que allí pasaba, se retiraron de la sala del Congreso. La excusa dada para esta acción se basó en el número de diputados de Santiago, aumentado a 12, que argumentaban era una situación atropelladora y escandalosa.
La mayoría, en su sorpresa, se mantuvo inflexible sin intentar conciliación. La mañana del 10 de agosto lo que quedaba del Congreso se reunió de forma extraordinaria, designando los miembros de la junta, puestos que recayeron en Martín Calvo Encalada, Juan José Aldunate y Francisco Javier del Solar.
La mayoría convocó a nuevas elecciones, en que cabía la posibilidad de ser reelegidos los mismos que se había retirado, aunque recomendaba para la seguridad del reino, que era mejor que la elección recayera en otros individuos. Esta circular fue causa de conflictos en algunos pueblos, sin que los moderados obtuvieran ventaja alguna, restituyéndoseles los poderes a algunos de los radicales, como en el caso de O’Higgins.
Rozas se marchó de la capital en dirección a Concepción junto a algunos de sus partidarios, dispuesto a levantar los ánimos de las provincias del sur en una especie de cruzada en favor de la libertad.
El 2 de septiembre el Congreso dictó un reglamento por el cual se ajustarían sus sesiones. Consta de 15 artículos, y entre sus puntos fundamentales, se establece que el presidente (o el vicepresidente en su ausencia) dirigirá el debate y debía proponer los negocios un día antes para que se examinaran al siguiente. Para asuntos de calificada gravedad, el presidente designaría dos diputados de la mejor instrucción en la materia para que aleccionasen a sus colegas (es el antecedente de las comisiones parlamentarias). En las discusiones, los diputados deberían de hablar con tono moderado y por el orden de sus asientos, y no se permitiría que uno interrumpiese a otro, salvo cuando le concediera la venia el presidente en caso de alguna ocurrencia urgente. Las votaciones se practicarían al día siguiente de la discusión del proyecto. Los dictámenes los darían de palabra o por escrito y en este último caso podrían darse a conocer al público con acuerdo de la corporación.

## Primer golpe de Estado de José Miguel Carrera

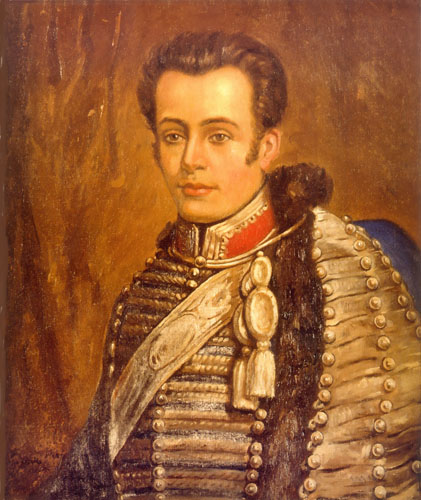
Retrato de José Miguel Carrera Verdugo, por Ezequiel Plaza.

José Miguel Carrera había llegado al país en el navío Standard. Prontamente se trasladó a Santiago, reuniéndose con su familia que había participado activamente de la revolución, informándoles sus hermanos más detalladamente sobre el curso de los acontecimientos. Su hermano Juan José le intento introducir en una conspiración proyectada para el 28 de julio, pidiendo José Miguel que se retrasara el movimiento hasta que él regresara una vez más de Valparaíso, al que debía regresar para convencer a Fleming de que viniese a conocer la capital. Este primer intento de golpe fue un fracaso como se narró anteriormente.
El 12 de agosto Carrera regresó a Santiago, y no tardo en ponerse en contacto con los partidarios del partido radical que se encontraban en la capital, y tras algunas reuniones en la casa de Miguel Astorga, en que se le decía que la mayoría del Congreso estaba formada por ineptos y enemigos de la causa revolucionaria, Carrera se sumó a la causa, no sin antes intentar influir en el ánimo del presidente del congreso Manuel Pérez de Cotapos para que imprimiera otro curso al gobierno, y de asegurarse que él y sus hermanos serían los encargados de dirigir la ejecución del golpe de fuerza que se daría el 4 de septiembre.
El miércoles 4 se dio el golpe de fuerza. No todo sucedió como se había acordad anteriormente, solo los sesenta Granaderos destinados a la artillería cumplieron exactamente su encargo al mando de Juan José, que tomaron el cuartel de artillería, que había sido cerrada con llave y desprovista de armamento por su hermano Luis, acción que terminó con un muerto y un herido, sin presentarse mayor resistencia.
Luego de esto, con toda celeridad, se despacharon avisos a los dos cuarteles de Húsares y Granaderos, pidiendo tropas para reforzar y asegurar el movimiento. Luego se mandó al oficial Zorrilla con doce hombres para que apresase al Comandante Francisco Javier Reina en su propia casa, lo que se realizó con rapidez, poniéndolo incomunicado con vigilancia de dos centinelas.
José Miguel Carrera, montado a caballo, organizó una columna de artilleros y granaderos y puso marcha a la plaza mayor. Los miembros del Congreso y de la junta ejecutiva desconocían los acontecimientos y trabajaban con normalidad, hasta que se hicieron sentir los gritos de ¡revolución! ¡revolución!. Bernardo de Vélez y Juan Fretes cerraron las puertas que recaían sobre la plaza y colocaron a sus soldados en armas para impedid que escaparan los diputados. En esos instantes llegaba Carrera, rodeado de una parte del pueblo que miraba expectante.
Tras desmontarse, José Miguel Carrera leyó un documento en que presentaba a las demandas de su grupo como peticiones del pueblo, advirtiendo que como comisionado de él pedía y esperaba prontamente la resolución. Las peticiones eran:

1. Que el número de Diputados de Santiago, quedase reducido a siete, y el de la provincia [de Concepción] que tuviese más a dos, quedando el resto de provincias con un representante.
2. Que se separasen los diputados de Santiago, Infante, Portales, Ovalle, Díaz Muñoz, Chaparro, Tocornal y Goycolea; y para completar los siete que debían quedar a Larraín y Correa.
3. Que se separase al diputado de Osorno, Fernández.
4. Que se quitasen los actuales Vocales del Poder Ejecutivo, y se nombrasen cinco, que fueron Encalada, Rosales, Rozas (y por su ausencia Benavente), Mackenna y Marín, Secretarios Vial y Argomedo.
5. Que ningún fraile pueda ser diputado, ni sean electos, o admitidos a este empleo, sujetos que no sean de probada adhesión al sistema.
6. Que se separen de sus empleos al Agente Fiscal Sánchez, y al Procurador de ciudad Rodríguez; los Regidores Cruz y Mata, y el Escribano de Gobierno Bórquez.
7. Serán confinados don Manuel Fernández a Combarbalá, don Domingo Díaz Muñoz y don Juan Antonio Ovalle a sus haciendas, por seis años; y si se les comprende alguna trama o infracción, serán pasados por las armas como traidores al Rey y a la patria. Don Antonio Mata a su chacra y don Juan Manuel de la Cruz y Bahamonde a Tucapel, Infante a Melipilla.
8. Que se nombrase Brigadier a don Ignacio Carrera.
9. Que formase el Cuerpo de Patriotas de que se había tratado en la primera junta.
10. Que se nombrase Gobernador de Valparaíso a don Francisco Lastra en la vacante de don Juan Mackenna, que era removido para Vocal de la junta.

La presión fuerza militar ejerció temor entre los diputados presentes, que debatían la imposición de estas peticiones. Tras largas deliberación, se aceptaron la mayoría de las peticiones del grupo insurgente, creándose una nueva Junta ejecutiva conformada por Juan Enrique Rosales, Juan Martínez de Rozas, Martín Calvo Encalada, Juan Mackenna y Gaspar Marín, además de contar con el predominio patriota en el Congreso.

## El Congreso en manos patriotas: la época de las reformas
Los diputados patriotas aumentaron su poder en el Congreso, porque además de le expulsión de los diputados más reaccionarios, las provincias de los diputados que se retiraron del Congreso los habían reelegido. Algunas regiones, como La Serena, incluso revocaron los poderes de sus diputados contrarios al movimiento. Los moderados del parlamento se doblegaron ante los vencedores y no prestaron mayor resistencia.
El 20 de septiembre se eligió como presidente del Congreso a Joaquín Larraín, y como vicepresidente, a Manuel Antonio Recabaren, ambos patriotas que participaron del golpe carrerino. El Congreso, que hasta entonces había funcionado sin presencia de público, decidió abrir sus puertas a todo el que quisiera escuchar las discusiones, manteniéndose como protección a una pequeña guardia de honor.

### Reformas administrativas
En concordancia con una antigua idea sobre la división territorial, el Congreso creó la provincia de Coquimbo, con un gobernador político y militar, cargo que recayó en Tomas O’Higgins.
La Junta Ejecutiva propuso, el 25 de octubre, un proyecto de vigilancia, seguridad pública y policía, creando un funcionario inmediatamente dependiente del gobierno, nombrado por el Congreso cada dos años. Este proyecto, sometido en el Congreso a una ardua revisión, y tras la realización de algunas indicaciones, fue devuelto a la junta, pero solo pudo ser puesto en vigencia el 24 de abril de 1813.
Se planteó la realización de un censo general del país, advirtiéndose que los partidos no estaban bien representados por la falta de patrón o censo, como era imperfecta la demarcación de los partidos por esta misma causa. En la sesión del 9 de octubre se acordó practicar un censo, imitando el modo en que se hacen en otros países. Como complemento, se encargó a los curas formar un patrón general de sus feligreses para que sirviera como antecedente o base del censo general.
El 23 de septiembre se dirigió una comunicación al cabildo para que terminase con la subasta de los cargos de regidores y se hiciese un nuevo método de elección, y el 11 de octubre derogó la provisión por subasta del cargo de regidor en el cabildo de Santiago, y mientras se dictaba el sistema nuevo, que nunca llegó a implantarse, los 3 cargos vacantes serían designados por el Congreso.
En los aspectos judiciales, se reitera a la disposición que obligaba a todo juez laico a proceder con accesoria de letrado. Se crea el tribunal de casación ad honores, que debía trabajar los casos importantes, funcionando como tribunal de última instancia ante la ausencia de la real audiencia y de los tribunales españoles.
Se intentó establecer los Tribunales de Avenimiento como una forma de terminar con los procesos judiciales inacabables, al permitir un arreglo antes de que se llegue a pleito, aunque la medida no encontró la suficiente acogida y no pudo ser realizada.
La discusión sobre un proyecto de constitución, que había sido la razón principal para la convocatoria del Congreso, fue pospuesta constantemente, hasta que el 13 de noviembre, poco antes de que el segundo golpe de Estado de Carrera le quitada el poder político al Congreso, se nombró una comisión encargada de redactar un proyecto de la “constitución que debe regir en Chile durante la cautividad del rey”, que debía ser presentada al Congreso a la brevedad para su para su examen y aprobación. Juan Egaña redactaría a partir de esas instrucciones un Proyecto de Constitución para el Estado de Chile, que solo se publicó en 1813, sin tener ninguna aplicación.

### Reformas eclesiásticas
Se da inicio a algunas reformas eclesiásticas, actuando el Congreso arrogándose el derecho de patronato. Se suprimen los derechos parroquiales, que habían sido autorizados por real cédula en 1732, y que si bien en el papel no eran onerosos, se transformaron en una grave carga impositiva, diciéndose que había “niños que no eran bautizados, de personas que vivían en concubinato y de muertos a quienes se les sepultaba en los cerros porque o podían los interesados pagar los respectivos derechos”.
Se inició la desvinculación de Chile de la institución del Tribunal del Santo Oficio, suspendiendo el envío a Lima de la cuota correspondiente, y que ese dinero se ocupase dentro del país para fines piadosos. Ante la excesiva concentración de bienes de conventos de monjas, se decidió el día 18 de octubre que desde ese momento los bienes que a título de dote hubiesen pagado las religiosas para tomar sus hábitos, con la excepción de las capuchinas, pasasen a su muerte a sus familiares.
Se suprimieron las contribuciones destinadas a las construcciones de iglesias o templos, para obtener recursos para la hacienda pública. Se suprimieron los gastos de las bulas. Se suprimió el pago de cincuenta pesos que debían pagar los regulares a su superior al salir del claustro.
Estas reformas eclesiásticas generaron por lo normal una oposición de los afectados en contra del Congreso, que se reflejaban en violentos ataques de algunos religiosos a políticos en sus pastorales.

### Ley de Cementerios
El diputado Bernardo O’Higgins propuso al Congreso una ley de cementerios, para terminar con la costumbre de enterrar a los muertos en las iglesias o en sus cercanías, inspirado en el esfuerzo de su padre, el gobernador Ambrosio O’Higgins que intento terminar con la práctica pero se enfrentó a la oposición del clero, a pesar de tener el beneplácito del rey. El Congreso apoyó la propuesta, inclusive obtuvo el apoyo de algunos eclesiásticos como el de Juan Pablo Fretes. El Congreso dispuso que “se trate de construir un cementerio público y común en la parte que designe el ayuntamiento, conciliando la comodidad de los concurrentes con la situación del edificio, de modo que colocado este a sotavento de la ciudad, alejan de esta los vientos dominantes la infección que no puede evitarse por medio de las precauciones conocidas”.
Se designó una comisión que determinaría la forma y el modo de establecer un cementerio en Santiago. Cuando la ley estaba a punto de materializarse, llegó el golpe de Estado de noviembre que término con la capacidad política del parlamento. Sería el mismo Bernardo O’Higgins, pero como director supremo, quien reviviría y realizaría la iniciativa sobre los cementerios.

### Hacienda
Una de las preocupaciones principales del Congreso fue el manejo de las finanzas públicas, tan desequilibradas por la situación política. Se intentó evitar aumentar los impuestos, pues eso le enajenaría simpatías a la institución, por lo que preferentemente se trataron de eliminar gastos.
Entre los pocos cambios tributarios, destacan la supresión de ciertas exenciones concedidos por reales órdenes. Se decretó el alza de las tarifas postales, lo que no tuvo mayor impacto pues la correspondencia era muy escasa.
En la reducción de gastos, se empezó por afectar a los opositores al gobierno y funcionarios del antiguo régimen, como Judas Tadeo Reyes, a quien se le rebajó a un tercio del sueldo que ganaba anteriormente. Se le pidió a la junta que informaran sobre de todos los cargos que quedaran vacantes, para determinar si deberían o no suprimirse, y si no fuese así, ver cual sería su renta, advirtiendo que ningún sueldo debería superar los dos mil pesos anuales (con excepción de los militares de alta graduación y gobernadores de plazas importantes). Se suprimió la oficina de las temporalidades de los jesuitas y se trasladaron estas a la tesorería general.
Se abolieron los derechos de exportación de 3% creados en el reglamento de 21 de febrero de 1811, reemplazándolo por un derecho de 25 centavos por exportación de trigo. Se decretó el consumo de la guillipatagua, en lugar de hierba mate que había dejado de venir de Paraguay. Se dio libertad temporal al cultivo del tabaco, pero sin abolir el estanco.

### Defensa militar
En el aspecto militar, se crea el nuevo Batallón de Patriotas, que se convocó voluntariamente, aunque no se llenaron todos los cupos que el gobierno había esperado, formándose solo 8 batallones. Se empezó a practicar una selección de los jefes superiores del ejército separando a aquellos que por su tibieza hicieran sospechar de su fidelidad al nuevo gobierno. También se disolvió el batallón del Comercio, que desde el año 1777 se había organizado de los individuos distinguidos y pudientes comerciantes de la capital, que eran principalmente europeos, y por ende sospechosos al Gobierno.
Sobre el problema de donde conseguir armas, se empezaron a realizar gestiones con Buenos Aires, quien prometió vender armas a Chile tan pronto las reciban de Europa, ofreciendo los mismos cuando las fábricas instaladas en Buenos Aires y Tucumán empiecen a trabajar. En vista del fracaso de esta vía, producto de las dificultades allende los andes, el 8 de octubre se decidió encargar a la junta la compra de armas a los particulares que las quisiesen vender, y que al mismo tiempo se empadronen las que quedan en manos de sus dueños. Por último, se acordó comisionar al diputado suplente Francisco Ramón Vicuña para que organizara una fábrica de armas en Chile, aunque la falta de especialistas y de materiales impidieron la irrealización de este proyecto. Ese mismo día se decidió también la creación del cargo de inspector de tropas, para que estuviese al cargo del cuidado de armas, encargándose su nombramiento a la junta.

### Relaciones Exteriores
Se despidió al agente diplomático de Buenos Aires, Antonio Álvarez, cuya participación en la política interior le acarreo antipatías, acusándole de remitir a la junta de Buenos Aires una versión denigrante de los sucesos del motín de Figueroa, y de hacer circular pasquines contrarios al Congreso. Se le despidió en la sesión del 26 de septiembre en medio de conceptuosos discursos de Álvarez y del presidente del Congreso.
Para reforzar sus lazos entre gobiernos y estar en conocimiento de las últimas noticias de la península, el Congreso designa el día 9 a enviar como Plenipotenciario ante la Junta de Buenos Aires a Francisco Antonio Pinto.
Con Perú se procede el 9 de octubre a nombrar un agente secreto en ese país, que representaba la mayor amenaza para el gobierno chileno por la actitud que parecía adoptar el virrey Abascal. La justificación para enviar al agente era “tener noticias exactas, prontas y fidedignas de las ocurrencias, opiniones y designios de los habitantes de las provincias vecinas y sus gobiernos”.
El virrey se enteró de estas maniobras, envió una enérgica comunicación a fin de que se le diese cuenta en forma oficial de lo que había ocurrido en Chile tras la instalación de la primera junta de gobierno. En un documento redactado por Manuel de Salas, se dio respuesta al oficio del virrey explicando los sucesos y tratando de demostrar que ellos no eran más que pruebas de lealtad al rey y que no se podía actuar en otra forma dadas las circunstancias.

### Educación

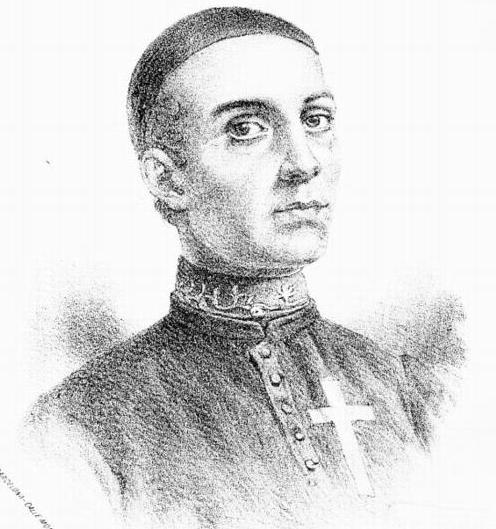
Fray Camilo Henríquez diseñó un plan de organización de enseñanza, que influiría grandemente en el posterior desarrollo de la educación en Chile.

El Congreso tenía planeado realizar un ambicioso plan de reformas para la educación, por lo que a la junta el 5 de octubre los antecedentes necesarios para emprender los cambios sobre los colegios públicos. Luego el día 7 se pidió al rector de la Universidad de San Felipe otro informe, sobre la situación de la institución y sobre los medios que podrían arbitrarse para su mayor adelantamiento.
Se comisionó al regidor Nicolás Matorras y al procurador de la ciudad para que llevasen a cabo un acto público de entre los alumnos de las escuelas de primeras letras que sostenía el cabildo, encargándoles que den cuenta de los resultados que pudieran observar. Al parecer la experiencia fue un éxito, pues los diputados comisionaron a la junta a que impulsase a otros maestros a presentar iguales muestras de su aplicación y de aprovechamiento de sus discípulos.
Se decidió cancelar el colegio de naturales, mantenido en Chillán a cargo de dos misioneros franciscanos, en que se gastaban dos mil pesos en la educación de los indígenas, proponiendo en cambio que los indígenas fuesen admitidos y sostenidos en los colegios estatales, recibiendo los mismos beneficios, para que así "olviden la chocante distinción que los mantiene en el injusto abatimiento y en el odio hacia un pueblo de que deben formar parte".
Juan Egaña, antes de ser incluido como diputado, propuso el 24 de octubre al Congreso un plan que consistía en la fundación de un vasto establecimiento para alumnos de Santiago y regiones, bajo la dirección de los mejores profesores, e incluyendo el estudio de las ciencias, hasta entonces ignorado en el país. El trabajo recibió la aprobación de los concurrentes y se acordó su divulgación.
Otro plan elaborado surgió de la cabeza de Camilo Henríquez, que propuso al Congreso un plan de organización de enseñanza que él había ideado. La enseñanza debía de estar dividida en tres secciones, ciencias físicas y matemática, ciencias morales, y lenguas y literatura. El Congreso escuchó estos planes y resolvió que se agregaran a los demás antecedentes relativos a la proyectada renovación de estudios.

### Libertad de vientres

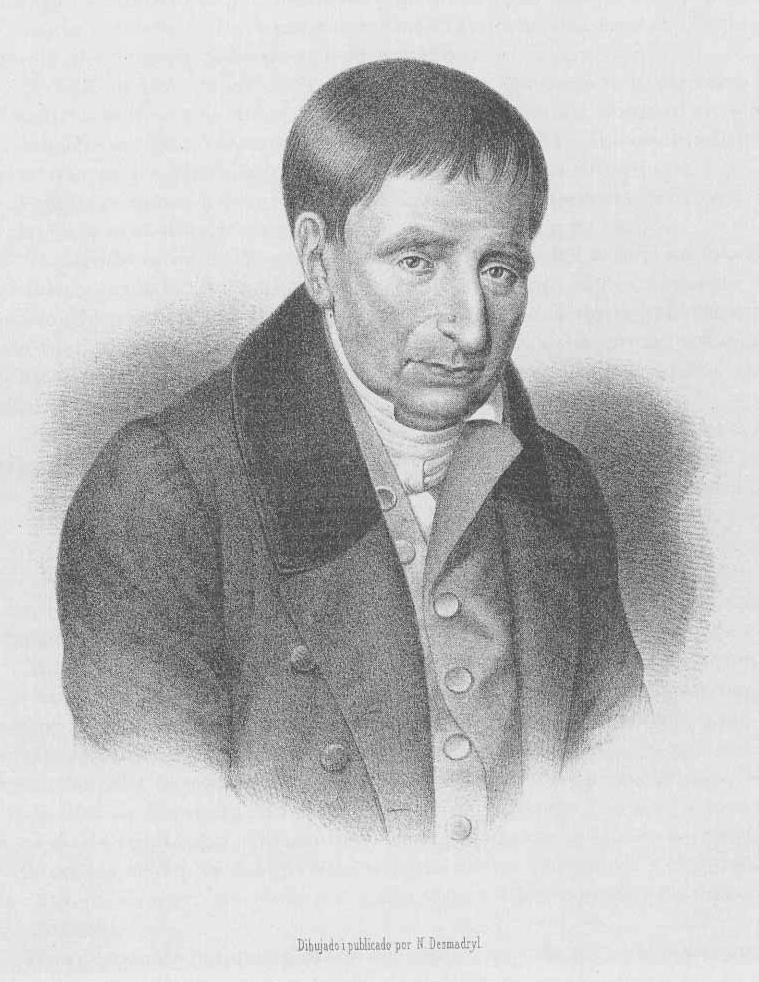
El ilustrado Manuel de Salas fue el gran impulsor de la ley de libertad de vientres.

El proyecto de mayor importancia impulsado en este periodo fue la libertad de vientres, impulsada por Manuel de Salas, que decretaba libre a todo hombre que naciera en Chile, cualquiera fueran las condiciones de sus padres, prohibía la introducción de esclavos al país y reconocía con derecho de hombres libres a los que, pasando en tránsito por el territorio chileno, se detuviesen en el más de seis meses. La esclavitud no tenía en Chile una importancia económica tan importante como en otras naciones hispanoamericanas, inclusive muchos de los patriotas liberaron voluntariamente a sus esclavos, para acelerar así la desaparición completa de la esclavitud. A pesar de su espíritu aparentemente intachable, la ley tuvo una enconada resistencia en los sectores realistas.
Por otro lado, algunos dueños de esclavos falsificaban con ayuda de los párrocos los certificados de nacimiento para que los recién nacidos contaran como esclavos, o escondían a los esclavos adultos cuando llegó la época del reclutamiento forzoso.

## Disolución del Congreso
Tras el golpe, las relaciones entre José Miguel Carrera y la familia Larraín se deterioraron rápidamente. Joaquín Larraín se jactaba de que su familia poseía todas las presidencias de las instituciones, aunque eran los Carrera quienes tenían la fuerza militar.
Para cambiar el curso de los acontecimientos, los Carrera iniciaron una nueva conspiración, que obtuvo el apoyo de los realistas que ingenuamente creían que los hermanos restaurarían el antiguo régimen, tras la promesa de colocar al padre de la familia, Ignacio de la Carrera, a la cabeza del gobierno.
El golpe se realizó el día 15 de noviembre al mando de Juan José, quien tras dominar militarmente la capital, dirigió mensajes al Congreso y a la junta, exigiéndoles la presencia en una asamblea para escuchar la voz del pueblo. El presidente del Congreso, creyendo que el movimiento no tenía gran trascendencia, se dispuso a reunir a los diputados, no actuando de igual forma la junta, quien intento disuadir a Juan José de su actitud, no logrando su cometido.
El rechazo de Juan José Carrera a los parlamentos de la junta, provocaron temor en el Congreso de una posible restauración del viejo gobierno, y si bien intento resistir la demanda de la asamblea popular, debió ceder y publicar un bando en donde se convocaba al vecindario para realizarla.
La asamblea, que consistía en una masa de unas 300 personas, demandaba primordialmente el cambio en el personal del gobierno y la suspensión de los destierros decretados tras el golpe del 4 de septiembre.
El Congreso discutió acaloradamente las peticiones, aunque la garantía de Juan José Carrera de que se sostendrían las nuevas instituciones alivio a los congresistas, que sin embargo siguieron discutiendo hasta las nueve de la noche, cuando decidieron suspender la sesión y continuarla el día siguiente.
El día 16, la junta ejecutiva presentó su renuncia al Congreso, y se procedió a reelegir, en medio de la asamblea popular, los nombres del nuevo cuerpo de gobierno. Los cargos quedaron a cargo de Gaspar Marín, Bernardo O’Higgins y José Miguel Carrera, teniendo este último la calidad de presidente de la junta. El Congreso no pudo hacer nada para impedir la ascensión de Carrera, pero confiaba en que Marín y O’Higgins le hicieran el peso suficiente, por lo que lograron que aceptaran sus cargos a pesar de sus resistencias iniciales.
Tras los incidentes de los días 15 y 16, el Congreso siguió funcionando, pero perdió la mayor parte de su peso político. Sus sesiones se limitaron a temas de poco interés, inclusive se dejaron de registrar las actas, tras la renuncia de Manuel de Salas a la secretaría.
Para consolidar su poder, a Carrera solo le faltaba disolver el Congreso, dando el siguiente golpe de fuerza el 2 de diciembre. Ese día el Congreso seccionaba con normalidad, cuando los soldados se presentaron con cañones apuntando al edificio donde sesionaban y con centinelas que tenían órdenes de no dejar salir a diputado. Se exigía al Congreso disolverse, y tras algunas deliberaciones, se aceptó renunciar. 

Queda suspendo el Congreso hasta avisar a las provincias del reino. No necesita ser un cuerpo permanente; por consiguiente, nada obsta la suspensión. El poder legislativo es esencialmente incomunicable por los representantes, y solo puede serlo por la voluntad de los que lo confieren. Todas las demás facultades, inclusas las que piden las tropas, quedan en el Poder Ejecutivo

 Carrera presentó el 4 de diciembre un largo manifesto, en que daba las razones de la suspensión del Congreso, argumentando la inoportuna convocación a un Congreso, en vistas que el país aún no había madurado para una independencia absoluta, una elección viciada porque no se entregó a los pueblos una adecuada representación y que fue fruto más de las influencias que de la voluntad popular, además de lo que él juzgaba era una actuación ineficaz y que conducía al país hacia la ruina.
A partir de ese momento, José Miguel Carrera y sus hermanos ejercieron un predominio absoluto en el gobierno, a pesar de la existencia otros dos vocales con los que conformaba la junta de gobierno, lo que conllevaría a una radicalización del movimiento de autogobierno que culminaría en un proceso de emancipación nacional.

## Miembros del Primer Congreso Nacional

### Diputados propietarios
| Distrito     | Diputado                                             | Bando político |
| ------------ | ---------------------------------------------------- | -------------- |
| Copiapó      | Juan José Echeverría                                 | Patriota       |
| Huasco       | Ignacio José de Aránguiz                             | Moderado       |
| Coquimbo     | Presbítero Marcos Gallo                              | Realista       |
| Coquimbo     | Manuel Antonio Recabarren                            | Patriota       |
| Illapel      | Joaquín Gandarillas Romero                           | Moderado       |
| Petorca      | Estanislao Portales Larraín                          | Moderado       |
| Aconcagua    | José Santos Mascayano                                | Patriota       |
| Los Andes    | Francisco Ruiz-Tagle                                 | Moderado       |
| Quillota     | José Antonio Ovalle y Vivar                          | Patriota       |
| Valparaíso   | Agustín Vial Santelices                              | Patriota       |
| Santiago     | Joaquín Echeverría y Larraín                         | Patriota       |
| Santiago     | Conde de Quinta Alegre Juan Agustín Alcalde Bascuñán | Moderado       |
| Santiago     | Agustín Eyzaguirre Arechavala                        | Moderado       |
| Santiago     | Francisco Javier de Errázuriz Aldunate               | Realista       |
| Santiago     | José Miguel Infante                                  | Patriota       |
| Santiago     | José Santiago Portales                               | Moderado       |
| Santiago     | José Nicolás de la Cerda de Santiago Concha          | Moderado       |
| Santiago     | Juan Antonio Ovalle Silva                            | Moderado       |
| Santiago     | Fray Pedro Manuel Chaparro                           | Realista       |
| Santiago     | Juan José de Goycoolea                               | Realista       |
| Santiago     | Gabriel José Tocornal Jiménez                        | Moderado       |
| Santiago     | Domingo Díaz de Salcedo y Muñoz                      | Realista       |
| Melipilla    | José de Fuenzalida y Villela                         | Moderado       |
| Rancagua     | Fernando Errázuriz Aldunate                          | Realista       |
| San Fernando | José María Ugarte Castelblanco                       | Realista       |
| San Fernando | José María de Rozas Lima y Melo                      | Patriota       |
| Curicó       | Martín Calvo Encalada                                | Moderado       |
| Talca        | Manuel Pérez de Cotapos y Guerrero                   | Realista       |
| Talca        | Mateo Vergara                                        | Realista       |
| Linares      | Juan Esteban Fernández de Manzano                    | Patriota       |
| Cauquenes    | Presbítero Juan Antonio Soto y Aguilar               | Realista       |
| Itata        | Manuel de Salas y Corvalán                           | Patriota       |
| Chillán      | Antonio Urrutia Mendiburu                            | Patriota       |
| Chillán      | Pedro Ramón de Arriagada                             | Patriota       |
| Concepción   | Conde la Marquina Andrés Alcázar y Díez de Navarrete | Realista       |
| Concepción   | Canónigo Agustín Ramón Urrejola Leclerc              | Realista       |
| Concepción   | Juan Cerdán Campaña                                  | Realista       |
| Rere         | Luis de la Cruz y Goyeneche                          | Patriota       |
| Los Ángeles  | Bernardo O'Higgins Riquelme                          | Patriota       |
| Puchacay     | Juan Pablo Fretes                                    | Patriota       |
| Osorno       | Manuel Fernández Hortelano                           | Realista       |

### Diputados suplentes
| Distrito                        | Diputado suplente                  |
| ------------------------------- | ---------------------------------- |
| Copiapó                         | José Antonio Astorga               |
| Huasco                          | José Jiménez de Guzmán             |
| Coquimbo                        |                                    |
| Illapel                         |                                    |
| Petorca                         |                                    |
| Aconcagua                       |                                    |
| Los Andes                       | José Manuel Canto                  |
| Quillota                        | Francisco Pérez                    |
| Valparaíso                      |                                    |
| Santiago                        |                                    |
| Miguel Morales Calvo Encalada   |                                    |
| José Manuel Lecaros             |                                    |
| Lorenzo Fuenzalida Corbalán     |                                    |
| José Antonio Astorga            |                                    |
| José Agustín Jaraquemada        |                                    |
| José Antonio Rosales            |                                    |
| Benito Vargas Prado             |                                    |
| Antonio Aránguiz Mendieta       |                                    |
| Francisco Valdivieso Vargas     |                                    |
| Juan Francisco León de la Barra |                                    |
| Manuel Valdés                   |                                    |
| Francisco Antonio de la Lastra  |                                    |
| Melipilla                       | José Ignacio Eyzaguirre            |
| Rancagua                        | Isidoro Errázuriz                  |
| San Fernando                    | Diego Elizondo Prado               |
| Curicó                          | Diego Valenzuela                   |
| Talca                           | Juan de Dios Vial del Río          |
| Linares                         |                                    |
| Cauquenes                       | Fray Domingo de San Cristóbal      |
| Chillán                         |                                    |
| Itata                           | Presbítero Joaquín Larraín y Salas |
| Concepción                      | Luis Urrejola Leclerc              |
| Concepción                      | Francisco González Palma           |
| Concepción                      | Manuel Rioseco                     |
| Rere                            | Presbítero Gabriel Bachiller       |
| Los Ángeles                     | José María Benavente               |
| Puchacay                        | Fray Camilo Henríquez              |
| Osorno                          | Francisco Ramón de Vicuña          |

### Presidentes del Congreso
| Presidente                 | Vicepresidente            | Periodo                          |
| -------------------------- | ------------------------- | -------------------------------- |
| Juan Martínez de Rozas     |                           | 4 de julio                       |
| Juan Antonio Ovalle        | Martín Blanco Encalada    | 4 de julio – 20 de julio         |
| Martín Calvo Encalada      | Agustín Urrejola          | 20 de julio – 5 de agosto        |
| Manuel Pérez Cotapos       | Juan Cerdán Campaña       | 5 de agosto – 20 de agosto       |
| Juan Cerdán Campaña        | Agustín Eyzaguirre        | 20 de agosto – 20 de septiembre  |
| Joaquín Larraín            | Manuel Antonio Recabarren | 20 de septiembre – 19 de octubre |
| Juan Pablo Fretes          | José María Rozas          | 19 de octubre – 22 de noviembre  |
| Joaquín Echeverría Larraín | Hipólito Villegas         | 22 de noviembre – 2 de diciembre |

### Secretario del Congreso
| Secretarios                                                  | Periodo                            |
| ------------------------------------------------------------ | ---------------------------------- |
| Francisco Ruiz-Tagle Portales (secretario accidental)        | 4 de julio                         |
| José Francisco de Echaurren Diego Antonio de Elionzo y Prado | 4 de julio – 30 de julio           |
| Diego Antonio de Elionzo y Prado Agustín de Vial Santelices  | 30 de julio – 10 de agosto         |
| Agustín de Vial Santelices José Miguel Infante               | 10 de agosto – 12 de septiembre    |
| Agustín de Vial Santelices Manuel de Salas                   | 12 de septiembre – 15 de noviembre |

Fuente: Luis Valencia Avaria, Anales de la República, Tomo II, 1986, Santiago de Chile: Editorial Andrés Bello. 2.ª edición, pp. 4-11
| Predecesor: Junta de Gobierno | Congreso Nacional de Gobierno del Reino de Chile 4 de julio - 2 de diciembre de 1811 | Sucesor: Autoridad Ejecutiva Provisoria |